# Georges Turlier
Georges Turlier (n. 16 iulie 1931, Saint-Hilaire-Fontaine, Bourgogne, Franța) este un caiacist ce a reprezentat Franța, medaliat olimpic. A participat la 2 ediții ale Jocurilor Olimpice (1952, 1960) în care a câștigat o medalie de aur.